# Alpbach
Alpbach är en ort och kommun i förbundslandet Tyrolen i västra Österrike. Kommunen har 2 553 invånare (2024), på en yta av 58,37 km².
Alpbach är en bergsby som ligger mitt i den övre änden av dalen Alpbachtal, och är känd som turistort för sin skidåkning och vandring i Alperna. Alpbach har också vid ett flertal tillfällen utmärkts till Österrikes vackraste by. Utöver detta har byn även utmärkts till Europas vackraste blomsterby.

## Historia
Sedan 1945 har Alpbach varit värd för Europäisches Forum Alpbach (Alpbachs Europeiska Forum), en årlig två veckor lång konferens med ledande personer inom vetenskap, företagande, konst och politik. 1999 öppnades Alpbachs nya kongresscentrum, samtida med det 55:e Europäisches Forum Alpbach. Kongresscentrat var ett undantag i byn i och med dess moderna konstruktion. 1953 bestämde Alpbachs kommunfullmäktige att all bebyggelse i byn skulle harmonisera byn. Hus som var mer än tre våningar höga förbjöds, och alla nybyggnationer skulle göras i trä. Dock gavs alltså ett undantag när kongresscentrat byggdes.

## Kultur och sevärdheter
Alpbach är en välkänd skidort, med sina lugna pister som lockar många turister. Från Alpbach går två liftar, en mindre som utgår från Alpbachs Kongresscentrum, och en större som tar skidåkarna upp till Wiedersbergerhorn. Sommartid är orten populär som friluftsturistmål. De traditionella byggreglerna i orten gör att den präglas av en enhetlig traditionell tyrolsk byggnadsstil.

## Kommunikationer
Orten är belägen längst in i en dal. Bussförbindelse finns mellan orten och Brixleggs järnvägsstation vid dalens mynning.

## Kända personer med anknytning till Alpbach
- Erwin Schrödinger, kvantfysiker och nobelpristagare i fysik 1933, levde under sina sista år i Alpbach och ligger begravd på ortens kyrkogård. Hans gravkors är inskrivet med hans mest berömda verk, Schrödingerekvationen.

## Bildgalleri

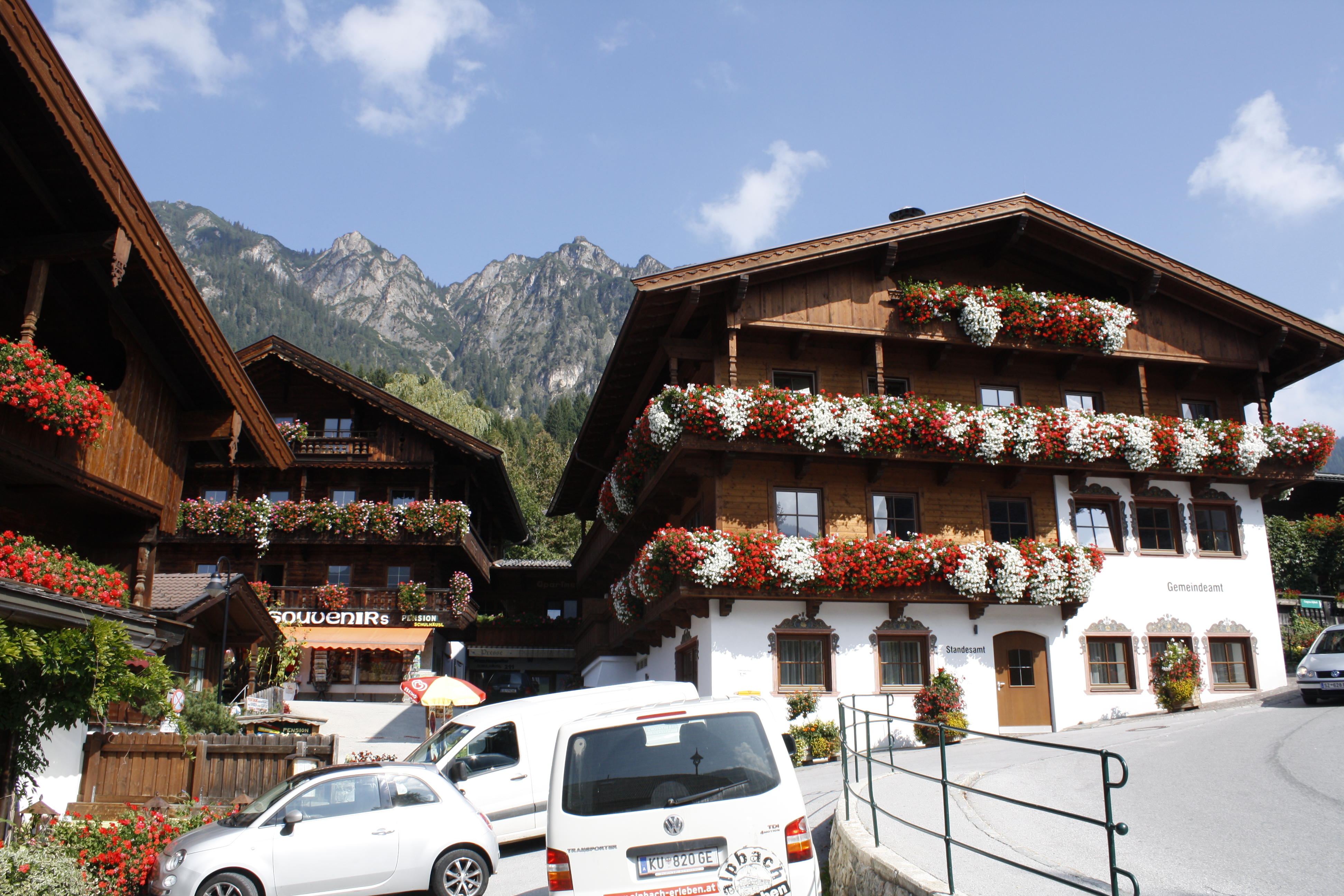
Byggnader i traditionell stil i centrala Alpbach.
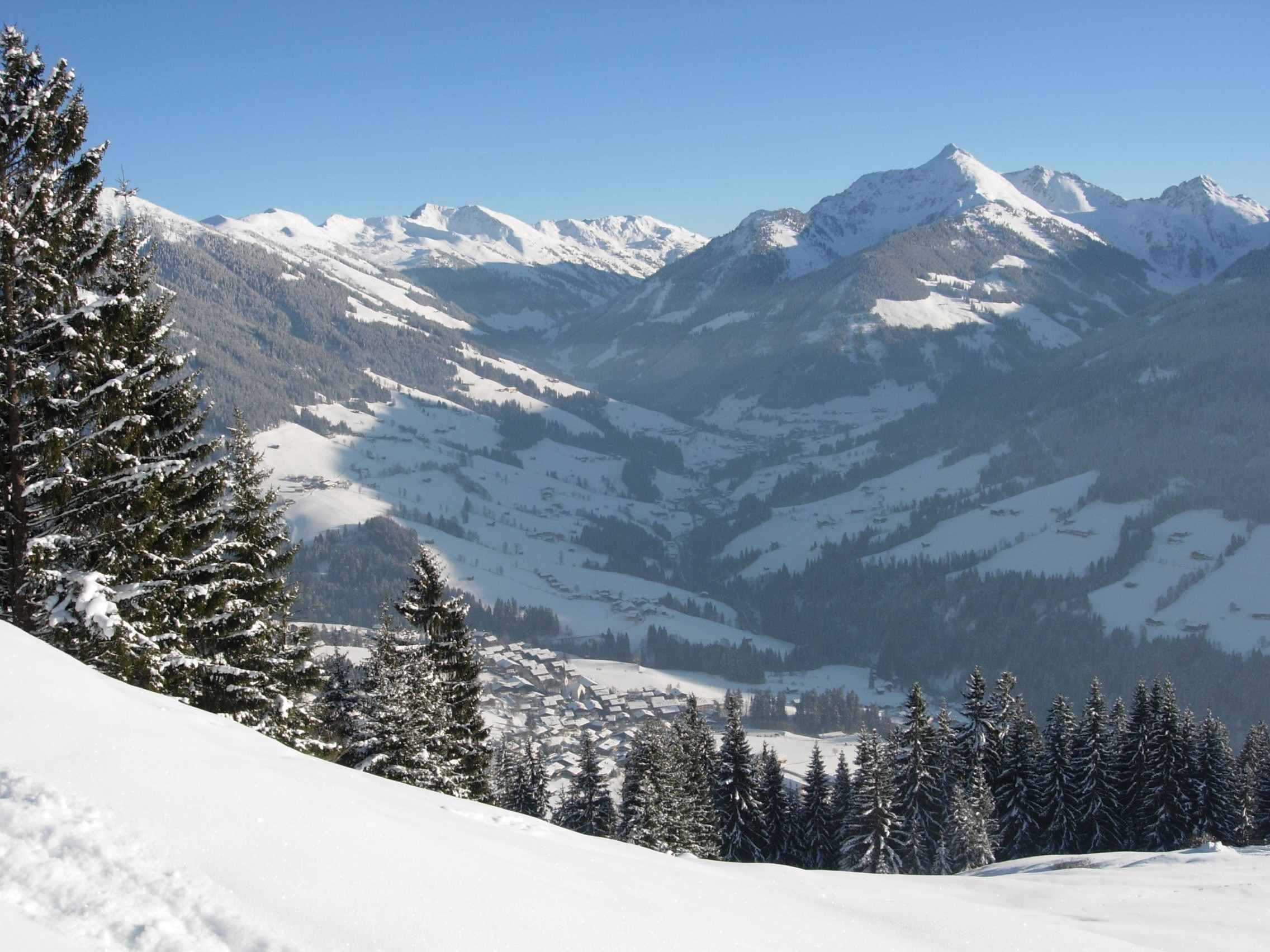
Vy över Alpbachtal vintertid.
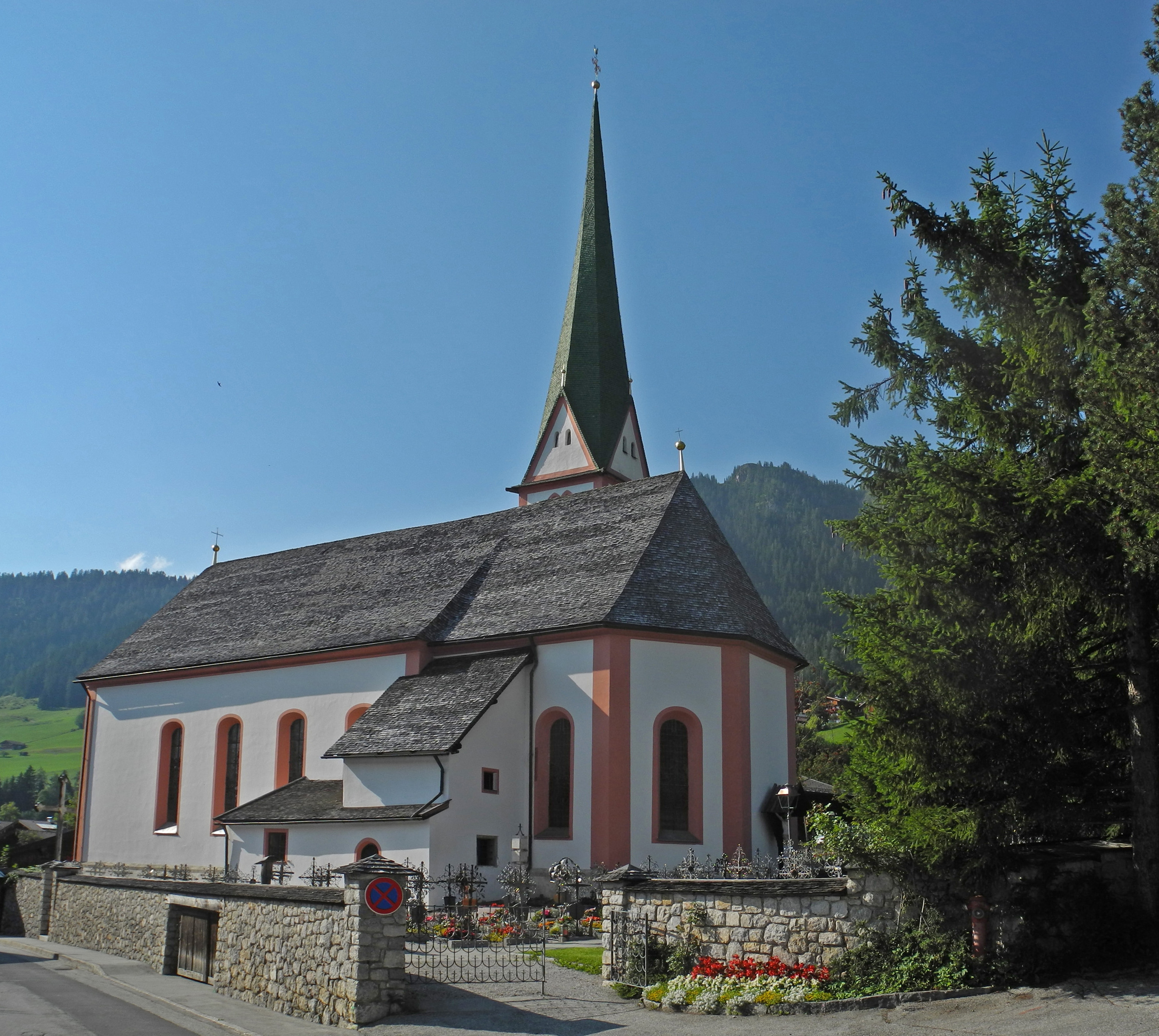
Romersk-katolsk kyrka i Alpbach.
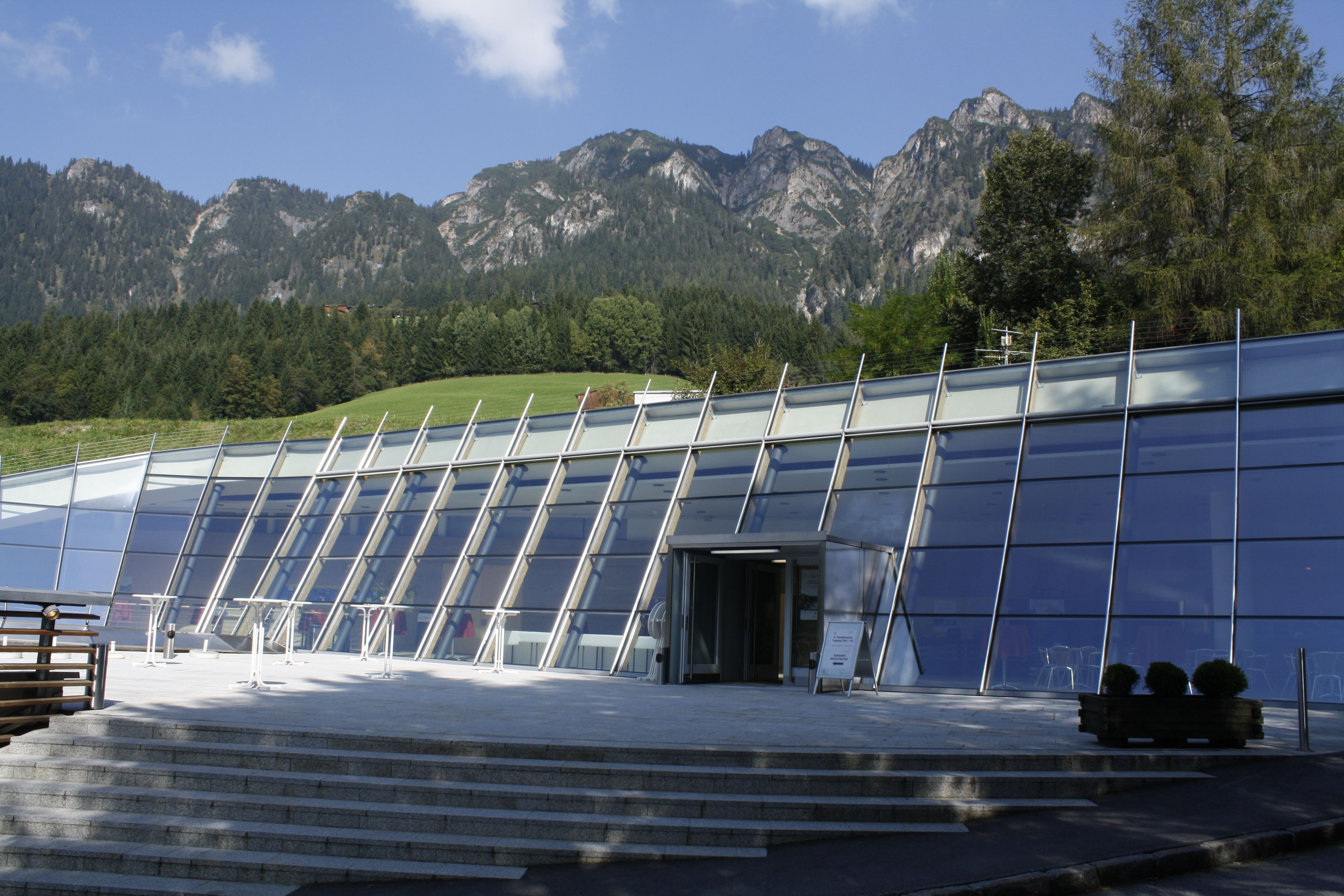
Kongresscentrat i Alpbach.